# 125-ös busz (Miskolc)
A miskolci 125-ös busz egy ingyenes alkalmi járat volt, mely csak 2022. június 25-én közlekedett a Múzeumok Éjszakája rendezvényének részeként a miskolci villamosközlekedés 125. születésnapja alkalmából. A vonalat az MVK Zrt. üzemeltette.

## Megállói
| 125 (Szondi György utca – Centrum) |
| Szondi György utca                 |
| Búza tér/Zsolcai kapu              |
| Centrum                            |

## Menetrendje
- Centrum – Szondi György utca:

14:00, 14:15, 14:30, 14:45, 15:00, 15:15, 15:30, 15:45,16:00, 16:15, 16:30, 16:45, 17:00, 17:15, 17:30, 17:45, 18:00, 18:15, 18:30, 18:45, 19:00, 19:30, 20:00, 20:30, 21:00, 21:30
- Szondi György utca – Centrum:

14:20, 14:35, 14:50, 15:05, 15:20, 15:35, 15:50, 16:20, 16:35, 16:50, 17:05, 17:20, 17:35, 17:50, 18:05, 18:20, 18:35, 18:50, 19:05, 19:20, 19:50, 20:20, 20:50, 21:20, 21:50, 22:05.